# Yttersöra
Yttersöra är en tidigare småort i Bergs socken i Skövde kommun. En kilometer väster om Yttersöra ut ligger sjön Lången och 2 kilometer norr om orten ligger tätorten Timmersdala. 2015 hade folkmängden i området minskat och småorten upplöstes.

## Befolkningsutveckling
| Befolkningsutvecklingen i Yttersöra 1990–2010                                                                                         | Befolkningsutvecklingen i Yttersöra 1990–2010 | Befolkningsutvecklingen i Yttersöra 1990–2010 | Befolkningsutvecklingen i Yttersöra 1990–2010 | Befolkningsutvecklingen i Yttersöra 1990–2010 |
| --- | --------------------------------------------- | --------------------------------------------- | --------------------------------------------- | --------------------------------------------- |
| |                                               |                                               |                                               |                                               |
| År |                                               |                                               | Folkmängd                                     | Areal (ha)                                    |
| 1990 | 1990                                          |                                               | 58                                            | 15##                                          |
| 1995 | 1995                                          |                                               | 58                                            | 15#                                           |
| 2000 | 2000                                          |                                               | 53                                            | 15#                                           |
| 2005 | 2005                                          |                                               | 56                                            | 15#                                           |
| 2010 | 2010                                          |                                               | 55                                            | 15#                                           |
| Anm.: Ny småort 1995. Ej småort 2015. # Som småort. ## Befolkningen 31 december 1990 inom det område som avgränsades som småort 1995. |                                               |                                               |                                               |                                               |